# Kirchberg (Sankt Gallen)
Kirchberg is een gemeente en plaats in het Zwitserse kanton Sankt Gallen, en maakt deel uit van het district Toggenburg. Kirchberg telt 8051 inwoners.

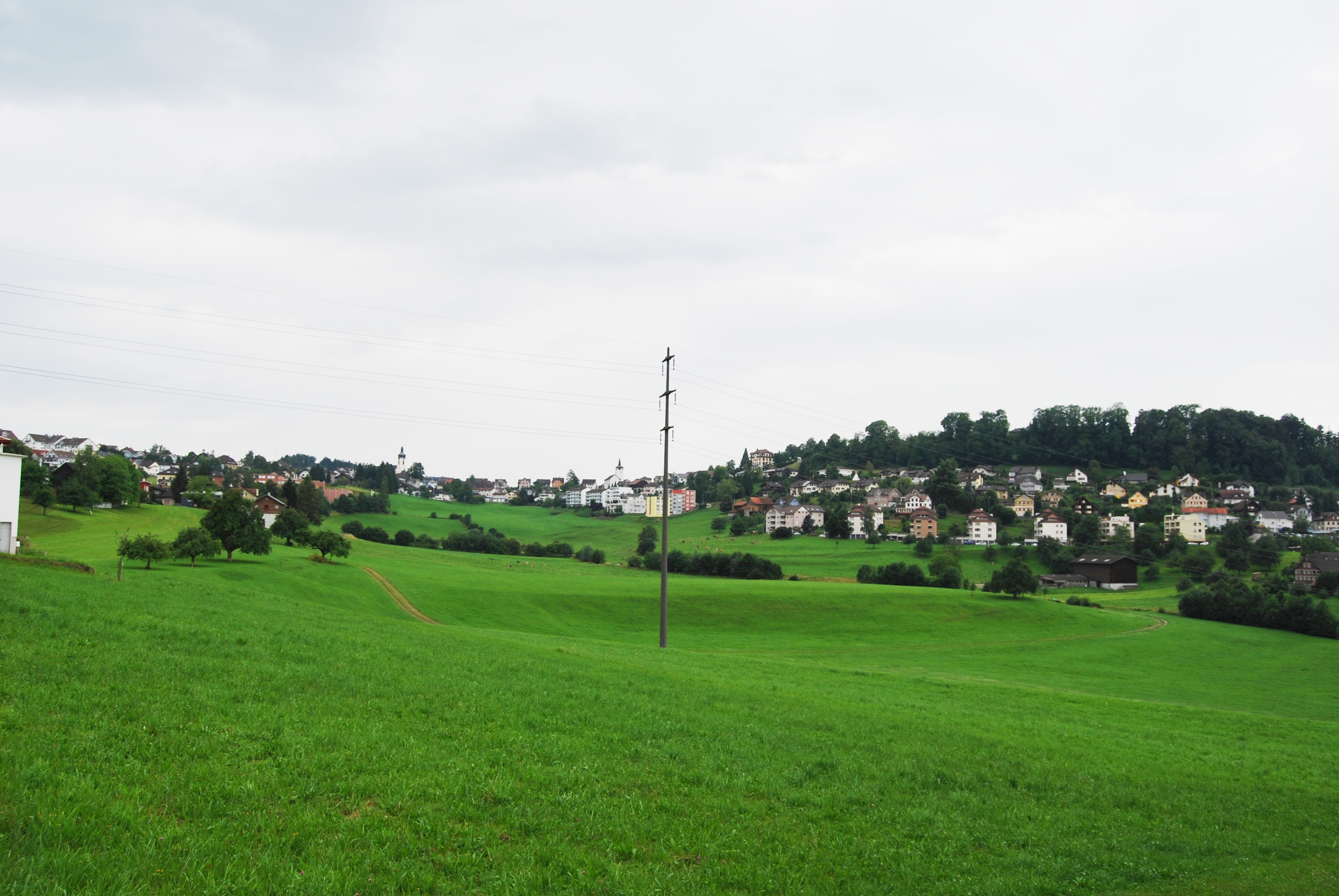
Kirchberg

## Geboren
- Elisabeth Völkin (1849-1929), arts

- Ralph Näf (1980), wielrenner